# 1855 w polityce
Wydarzenia polityczne w 1855 roku.

## Wydarzenia
- Aleksander II Romanow został carem Rosji[1].

## Zmarli
- 2 marca Mikołaj I Romanow, car Rosji[2].